# Meg Lanning
Meghann Moira Lanning AM (* 25. März 1992 in Singapur) ist eine australische Cricketspielerin, die zwischen 2010 und 2023 für die australische Nationalmannschaft spielte und seit 2014 ihre Kapitänin war.

## Kindheit und Ausbildung
Lanning wurde in Singapur geboren, woraufhin ihre Familie kurz darauf nach Sydney zurückzog. Dort erlernte sie zusammen mit ihrer jüngeren Schwester Anna Lanning das Cricketspiel, bevor sie nach Victoria weiterzog. In der Schule hatte sie zunächst Probleme, ein Frauen-Team zu finden und so spielte sie bis zu ihrer Jugend in Jungenteams – das erste Mädchen, das diesen Weg ging. Sie absolvierte ein Studium im Bereich „Exercise and Health“.

## Aktive Karriere

### Anfänge in der Nationalmannschaft
Lanning gab ihr Debüt in der Nationalmannschaft in der WTWenty20-Serie gegen Neuseeland im Dezember 2010. Kurz darauf absolvierte sie ihr Debüt im WODI auf der Tour gegen England und konnte dort im zweiten WODI ein Century über 104 Runs aus 118 Bällen erzielen, wofür sie als Spielerin des Spiels ausgezeichnet wurde. Durch diese Leistung konnte sie sich in der Mannschaft etablieren und so erzielte sie im März 2012 auf der Tour in Indien ihr zweites Century über 128 Runs aus 104 Bällen. Im September 2012 war sie mit 138 Runs die drittbeste Batterin beim ICC Women’s World Twenty20 2012 in Sri Lanka und hatte so großen Anteil am Gewinn des Titels für Australien. Auf der Tour gegen Neuseeland im Dezember 2012 begann sie zunächst mit zwei Half-Centuries (87 und 72 Runs) in den ersten beiden WODIs. Im dritten WODI konnte sie dann mit 103 Runs aus 50 Bällen ein Century erzielen, das sie nach 45 Bällen erreicht hatte. Dies war ein Rekord für einen Spieler der australischen Nationalmannschaft. In den WTwenty20s der Tour konnte sie zwei Fifties (76 und 64 Runs) und damit zwei Spielerin-des-Spiels-Auszeichnungen erzielen.
Es folgte der Women’s Cricket World Cup 2013 in Indien, bei dem sie in der Vorrunde gegen Neuseeland ein Century über 112 Runs aus 104 Bällen erreichte. Auch im weiteren Verlauf war sie eine wichtige Spielerin für das Team, das die Weltmeisterschaft erringen konnte. Im August 2013 absolvierte sie ihr Debüt im WTest auf der Tour in England. Bei dieser konnte sie auch zwei Half-Centuries in den WODIs (56 und 64 Runs) und eines in den WTWetny20s (60 Runs) erzielen.

### Aufstieg zur Kapitänin
Nach einer Verletzung der Kapitänin Jodie Fields wurde sie bei der Ashes-Serie gegen England im Januar 2014 mit 21 Jahren als jüngste Kapitänin des australischen Teams benannt. Dort konnte sie ein Fifty über 78* Runs im ersten WTwenty20 erzielen, was jedoch nicht reichte, um die Ashes zu erringen. Bei der folgenden ICC Women’s World Twenty20 2014 in Bangladesch gelang ihr in der Vorrunde ein Century über 126 Runs aus 65 Bällen gegen Irland und ein Fifty über 50 Runs gegen Pakistan. Auch war sie mit 44 Runs beste Australierin im Finale gegen England und sicherte so als Kapitänin den Gewinn des Titels. Im Juni 2014 verkündete Fields ihren Rücktritt vom internationalen Cricket und Lanning wurde zur regulären Kapitänin des australischen Teams ernannt.
Nachdem sie das Team im August 2014 auf einer erfolgreichen Tour gegen Pakistan geführt hatte, war der nächste Gegner die West Indies, die im November nach Australien kamen. Dort konnte sie zunächst in den WTwenty20s ein Fifty über 51 Runs erzielen. In den WODIs der Tour konnte sie zunächst ein Half-Century über 95 Runs erzielen. Im dritten Spiel der Serie gelang ihr dann ein Century über 135* Runs aus 127 Bällen, bevor sie im vierten WODI noch einmal ein Half-Century über 84 Runs erzielte. Daraufhin errang sie in den internationalen Ranglisten der WODI-Batterinnen erstmals den weltweit ersten Platz. Im Sommer 2015 bei der Tour in England konnte sie in den WODIs ein Century über 104 Runs aus 98 Bällen und ein half Century über 84 Runs erzielen. Damit führte sie Australien zum ersten Ashes-Sieg in Australien nach 14 Jahren.

### Niederlagen bei Weltmeisterschaften
Im Februar 2016 reiste sie mit dem Team nach Neuseeland. Dort konnte sie in den WODIs im zweiten Spiel ein Century über 114* Runs aus 113 Bällen und im dritten Spiel ein weiteres Century über 127 Runs aus 135 Bällen erzielen und war in beiden Spielen als Spielerin des Spiels ausgezeichnet worden. Daran schloss sich der ICC Women’s World Twenty20 2016 in Indien an. In der Vorrunde konnte sie gegen Sri Lanka ein Half-Century über 56* Runs erreichen. Im Halbfinale trafen sie auf England, in dem sie ebenfalls ein entscheidendes Half-Century über 55 Runs erzielen konnte. Das Finale gegen die West Indies wurde dann ebenfalls durch sie geprägt, als sie abermals ein Fifty über 52 Runs erreichte. Jedoch war dieses nicht ausreichend, um für Australien den vierten Titel in Folge zu sichern.
Im November 2016 spielte sie auf der Tour gegen Südafrika, bei der sie in den WODIs ein Century über 134 Runs aus 122 Bällen und ein weiteres Fifty über 80* Runs erzielte und so frühzeitig den Serien-Sieg sicherte. Im März 2017 folgte in Neuseeland ein weiteres Century über 104* Runs aus 116 Bällen und in den WTwenty20s fügte sie ein weiteres Half-Century über 60 Runs hinzu. Im Sommer 2017 kam es dann zum Women’s Cricket World Cup 2017 in England. In der Vorrunde konnte sie gegen Sri Lanka ein Century über 152* Runs aus 135 Bällen erzielen. Gegen Indien konnte sie dann noch einmal 76* Runs erreichen und wurde als Spielerin des Spiels ausgezeichnet. Im Halbfinale traf sie abermals auf Indien, schied dort jedoch ohne Run aus und das Spiel ging verloren.

### Internationale Dominanz und Rücktritt

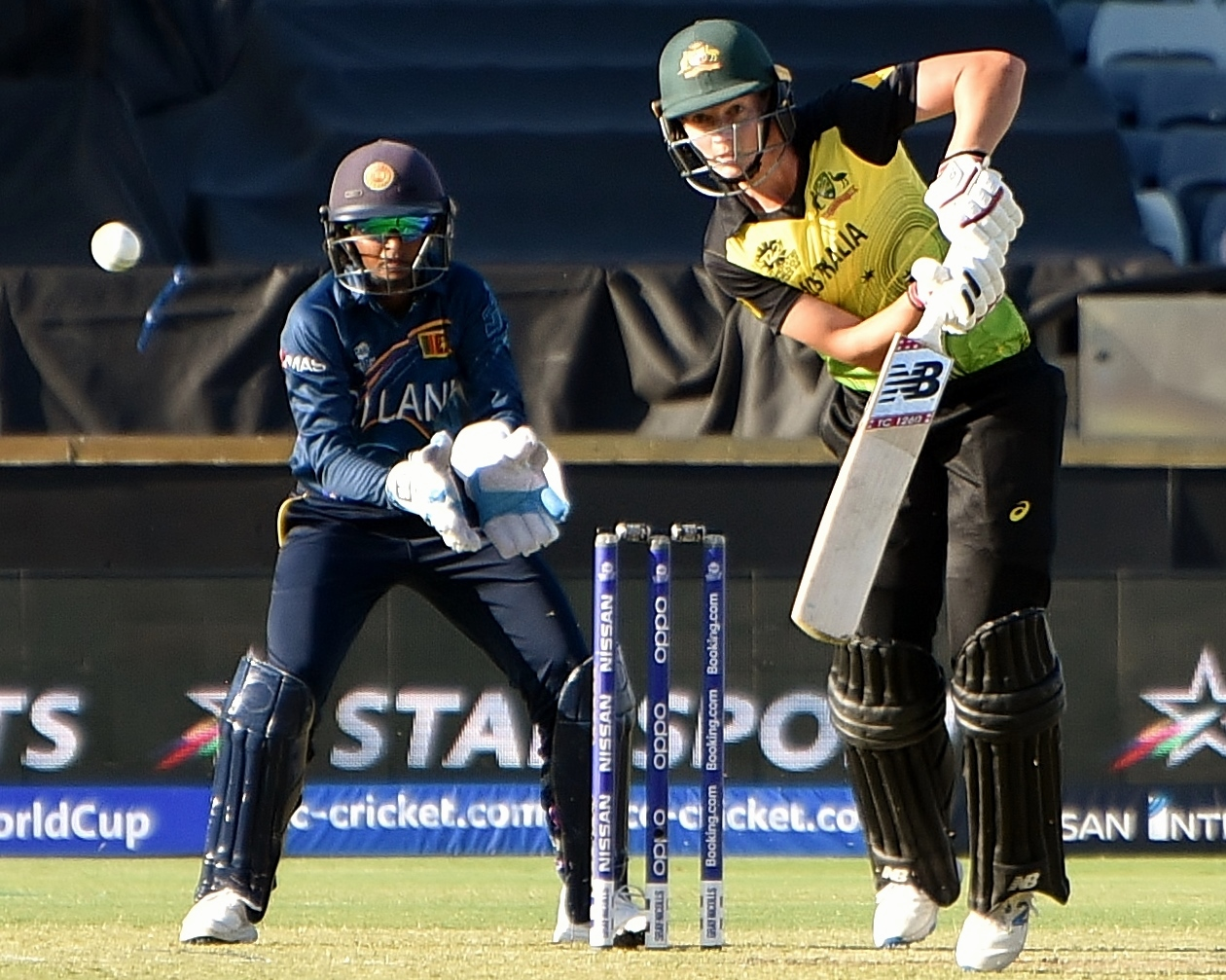
Lanning im Jahr 2020

Vor der Ashes-Serie musste sie im August 2017 an der Schulter operiert werden, die ihr während der Weltmeisterschaften Probleme bereitet hatte, und fiel so für acht Monate aus. Nach ihrer Rückkehr konnte sie in WTwenty20s bei einem Drei-Nationen-Turnier in Indien im März 2018 gegen England ein Fifty über 88* Runs erzielen. Dies gelang ihr ebenso gegen Neuseeland im September 2019, als sie 56* Runs erzielte. Es folgte bei der Tour gegen Pakistan ein Century über 124 Runs aus 106 Bällen in den WODIs. Beim ICC Women’s World Twenty20 2018 führte sie das Team zum Titelgewinn, nachdem ihre beste Leistung in der Vorrunde 41 Runs gegen Pakistan gewesen war.
Im Sommer 2019 bei der Tour in England konnte sie in den WTwenty20s ein Century über 133* Runs aus 63 Bällen erzielen, was zu diesem Zeitpunkt die höchste Run-Zahl einer Spielerin in einem Innings war. Beim WTest der Tour konnte sie mit 57 Runs erstmals ein Half-Century in dieser Spielart erreichen. In den West Indies gelangen ihr ein Century über 121 Runs aus 146 Bällen und ein Fifty über 58* Runs. In den WTenty20s erzielte sie ein weiteres Half-Century über 54* Runs. Nach dem Ausbruch der COVID-19-Pandemie reduzierten sich die Spielmöglichkeiten. Gegen Neuseeland im Oktober 2020 erzielte sie zunächst ein Fifty über 62* Runs und dann ein Century über 101* Runs aus 96 Bällen. Im September 2021 kam Indien nach Australien, wobei sie im ersten WODI 53* Runs erzielte. Jedoch verlor das Team unter ihr das dritte Spiel, was das Ende einer beispiellosen Siegesserie seit Oktober 2017 in WODIs war, seitdem das Team 26 Spiele gewonnen hatte.
Zu Beginn des Jahres 2022 bestritt sie eine Tour gegen England. Dort erreichte sie im WTest ein Fifty über 93 Runs. In den WODIs erreichte sie zwei weitere Fifties (57* und 80 Runs) und ein weiteres in den WTwenty20s (64* Runs). Es folgte der Women’s Cricket World Cup 2022. Dort erreichte sie gegen Indien ein Half-Century über 97 Runs und wurde als Spielerin des Spiels ausgezeichnet. Im darauffolgenden Spiel gegen Südafrika erreichte sie ein Century über 135* Runs aus 130 Bällen und wurde erneut ausgezeichnet. Im weiteren Verlauf konnte sie das australische Team im Finale gegen England zum Weltmeistertitel führen. Im Sommer 2022 erreichte sie zunächst in Irland ein Fifty über 74 Runs in den WTwenty20s. Daraufhin führte sie das Team zu den Commonwealth Games 2022. Dort erzielte sie in der Vorrunde gegen Barbados 36* Runs und brachte so das Team ins Halbfinale. Nach einem Sieg gegen Neuseeland erreichte sie im Finale gegen Indien abermals 36 Runs und hatte so wichtigen Anteil am Gewinn des Turniers. Kurz nach dem Turnier erklärte sie eine Pause vom Cricket auf unbestimmte Zeit. Im Dezember erklärte sie ihre Pause für beendet und übernahm wieder die Kapitänsrolle gegen die folgende Tour gegen Pakistan. Dabei erzielte sie in der ODI-Serie zwei Fifties (67 und 72 Runs). Sie führte dann das Team zum ICC Women’s T20 World Cup 2023. Dort erreichte sie unter anderem 48* Runs in der Vorrunde gegen Bangladesch und 49* Runs im Halbfinale gegen Indien, bevor sie mit dem Team im Finale gegen den Gastgeber Südafrika den Titel erringen konnte. Nach dem Turnier wurde sie für die Women’s Premier League 2023 für die Delhi Capitals verpflichtet. Im Sommer wurde sie aus medizinischen Gründen von der Tour in England zurückgezogen und spielte auch keine weitere Tour im weiteren Verlauf der Saison. Im November verkündete sie dann ihren Rücktritt vom internationalen Cricket.